# Ante Kušurin
Ante Kušurin (ur. 9 czerwca 1983 w Novej Gradišce) – chorwacki wioślarz, reprezentant Chorwacji w wioślarskiej dwójce podwójnej podczas Letnich Igrzysk Olimpijskich w Pekinie.

## Osiągnięcia
- Mistrzostwa Świata – Monachium 2007 – dwójka podwójna – 7. miejsce[1].
- Igrzyska Olimpijskie – Pekin 2008 – dwójka podwójna – 14. miejsce (nie wystartował w finale)[1].
- Mistrzostwa Europy – Ateny 2008 – czwórka podwójna – 1. miejsce[2].